# Saimiri
Saimiri es el único género dentro de la subfamilia Saimiriinae de primates platirrinos de la familia Cebidae conocidos vulgarmente como monos ardilla. Viven en los bosques tropicales de Sudamérica y Centroamérica a menos de 2000 m s. n. m..
La mayoría de las especies de mono ardilla presentan una especiación parapátrica o especiación alopátrica en la Amazonia, mientras que Saimiri oerstedii se encuentra en distribución alejada en Costa Rica y el extremo oeste de Panamá.
Son especies diurnas que viven en las copas de los árboles, en grupos territoriales hasta de 35 a 50 individuos. Comen frutos, huevos, insectos, ranas y otros pequeños vertebrados que cazan con agilidad. La longitud de su cuerpo es de 25 a 35 cm, la de la cola de 35 a 45 cm y el peso entre los 750 y 1200 gramos. La gestación dura 150 a 170 días y nace una sola cría.

## Especies
De acuerdo con análisis genéticos y morfológicos se han descrito las siguientes especies:
- Saimiri oerstedii
  - Saimiri oerstedii oerstedii
  - Saimiri oerstedii citronellus
- Saimiri sciureus
  - Saimiri sciureus sciureus
  - Saimiri sciureus albigena
  - Saimiri sciureus cassiquiarensis
  - Saimiri sciureus macrodon
- Saimiri ustus
- Saimiri boliviensis
  - Saimiri boliviensis boliviensis
  - Saimiri boliviensis peruviensis
- Saimiri vanzolinii
- Saimiri collinsi[5]

Además, de acuerdo con los estudios filogenéticos, algunos expertos han propuesto separar como especies diferentes Saimiri cassiquiarensis, y Saimiri macrodon, consideradas hasta ahora como subespecies de S. sciureus.
Un estudio biogeográfico y filogenético de 2014, confirma la hipótesis de anteriores análisis de ADN, según la cual S. boliviensis fue la primera especie en separarse del resto del género, y ratifica el reconocimiento como especies de S. collinsi, S. vanzolinii y S. oerstedii. S. sciureus, S. macrodon y S. ustus aparecen como polifiléticos. S. sciureus sciureus constituye un clado monofilético, especie hermana de S. oerstedii. Uno de los clados parafiléticos de S. macrodon y S. s. cassiquiarensis, son hermanos; otro, se separó tempranamente de ese conjunto y de S. s. albigena; el tercero es hermano de S. c. albigena. En cuanto a los tres clados parafiléticos de S. ustus, uno es hermano de S. vanzolinii; otro de S. collinsi, y el tercero, es hermano del conjunto S. oerstedii, S. s. sciureus.
Una clasificación diferente fue propuesta por Colenso et.al., que solamente reconoce en este género dos especies: Saimiri oerstedii y Saimiri sciureus. Esta propuesta es defendida parcialmente en el estudio filogenético de Manuel Ruiz-García ,et.al., que además de estas dos especies, considera que podría ser aceptada como especie en sentido estricto Saimiri vanzolinii, si no se encuentra que es resultado de hibridación. Admite que algunos taxones, como S. s. boliviensis podrían ser reconocidos como especies en un sentido más amplio. Por otra parte los autores encuentran que S. macrodon (5 grupos) y S. ustus (3 grupos) son parafiléticos y consideran que ha habido hibridación entre un grupo macrodon y S. s. albigena, otro grupo macrodon y S. siureus y un grupo macrodon y S. b. peruviensis, así como intrusiones de S. siureus en S. collinsi. Afirman por otra parte los autores, que si se consideraran todos los taxones de Saimiri como una sola especie, con cinco subespecies (oerstedii, sciureus, vanzolinii, boliviensis y cassiquiarensis), ello sería compatible con los resultados de su análisis filogenético.

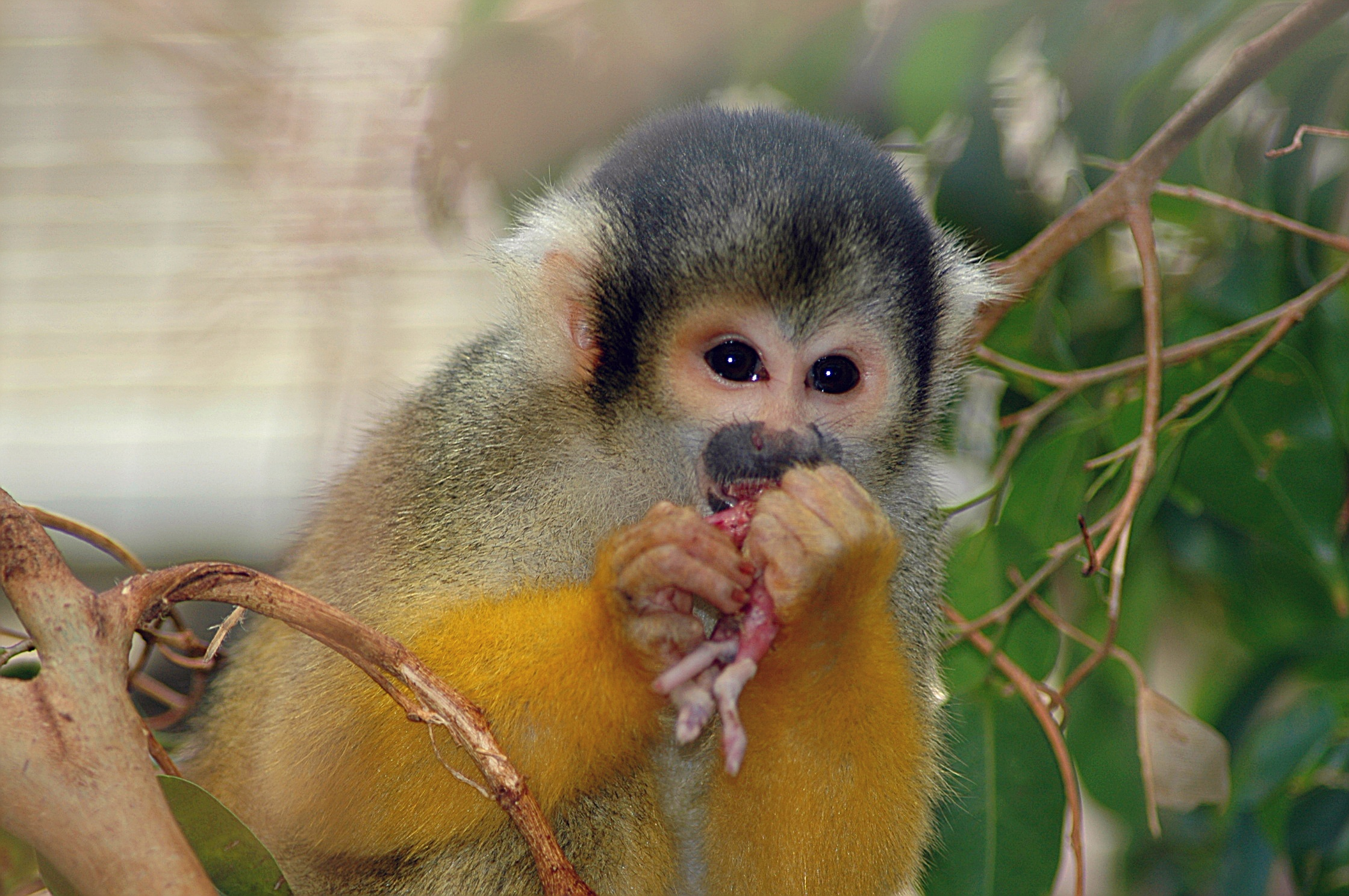
Mono ardilla.

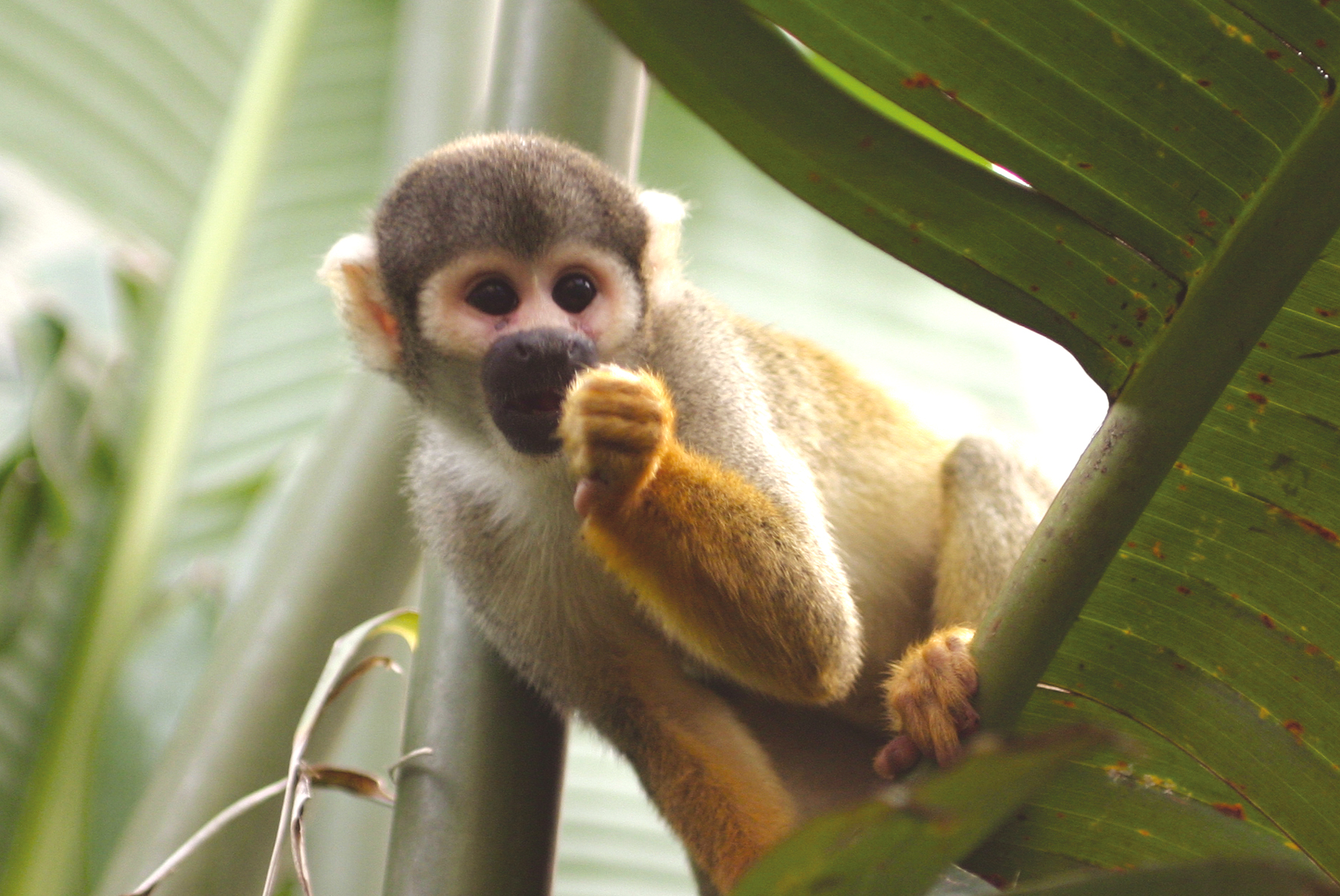
Saimiri en Faunia (Madrid).